# Freeplane
Freeplane是一款自由的開源软件。用於創建思维导图和電子大綱。它使用Java语言编写，支持Windows、Mac OS X和Linux，並根據GNU通用公共许可证（GNU GPL）v2”獲得許可。
2007年，Freeplane從FreeMind項目中分叉出來。 Freeplane保持與FreeMind的部分文件格式兼容性，完全支持FreeMind XML文件格式，但添加了FreeMind不支持的功能和標籤，FreeMind在加載時會忽略這些功能和標籤。
目前廣泛使用於個人知識管理、會議記錄、專案規劃、教育和其他需要組織思想和資訊的場合。

## 外部連結
- 官方网站
- SourceForge.net上的Freeplane
- （法語） FreeMind By Example covers usage of FreeMind and Freeplane  （页面存档备份，存于）